# Tanguy Coulibaly
Tanguy Coulibaly (* 18. Februar 2001 in Sèvres) ist ein französischer Fußballspieler.

## Karriere
Für die U-17-Mannschaft von Paris Saint-Germain erzielte Coulibaly am 31. Januar 2018 im Endspiel des Al Kass International Cups beim 2:1-Sieg im Endspiel gegen Kashiwa Reysol beide Tore. In der UEFA Youth League 2018/19 absolvierte er für PSG insgesamt sieben Spiele und erzielte in der Gruppenphase gegen den SSC Neapel einen Treffer.
Am 2. Juli 2019 wechselte Coulibaly zum VfB Stuttgart und unterzeichnete bei den Schwaben einen bis Ende Juni 2023 datierten Vertrag. Sein Debüt in der 2. Bundesliga gab er am 20. Oktober 2019 am 10. Spieltag der Saison 2019/20 im Heimspiel gegen Holstein Kiel. Sein im Juni 2023 auslaufender Vertrag wurde nicht verlängert; er verließ den VfB.
Nach halbjähriger Vereinslosigkeit unterschrieb Coulibaly einen bis zum 30. Juni 2026 laufenden Vertrag beim französischen Erstligisten HSC Montpellier.

## Erfolge
- Aufstieg in die Bundesliga: 2020